# Conus granum
Conus granum is een in zee levende slakkensoort uit het geslacht Conus. De slak behoort tot de familie Conidae. Conus granum werd in 1985 beschreven door Röckel & Fischoder. Net zoals alle soorten binnen het geslacht Conus zijn deze slakken roofzuchtig en giftig. Zij bezitten een harpoenachtige structuur waarmee ze hun prooi kunnen steken en verlammen.